# Грејам Чапман
Грејам Артур Чапман (енгл. Graham Arthur Chapman; Лестер, 8. јануар 1941 — Мејдстон, 4. октобар 1989) био је британски глумац, лекар, писац и један од шесторице чланова комедијашке групе Летећи циркус Монтија Пајтона.